# Tomás Birkner de Miguel
Tomás Birkner de Miguel (San Carlos de Bariloche, 5 de marzo de 1997) es un esquiador alpino de Argentina. Representó a su país en los Juegos Olímpicos de Pekín 2022.

## Carrera
Compitió en el Campeonato Mundial de Esquí Alpino de 2015 en el Beaver Creek Resort (EE. UU.) en la categoría de slalom. También estuvo presente en Campeonato Mundial de Esquí Alpino de 2017 de Sankt Moritz (Suiza), en el Campeonato Mundial de Esquí Alpino de 2019 en Åre (Suecia) y en el Campeonato Mundial de Esquí Alpino de 2021 en Cortina d'Ampezzo (Italia), en las categoría de slalom y slalom gigante.
En los Juegos Olímpicos de Pekín 2022 compitió en las pruebas de slalom y slalom gigante, sin poder finalizar en ambas oportunidades.
Fue parte del equipo de esquí de la Universidad de Utah en la Rocky Mountain Intercollegiate Ski Association de la División I de la NCAA entre 2018 y 2023.